# Piz Roseg
El Piz Roseg es una montaña aislada del macizo de la Bernina, que cierra Val Roseg hacia el sur. La cima principal tiene una altitud de 3.937 m s. n. m. Un gran collado divide la cima del estrato de las nieves eternas que llegan a los 3.918 m. Al este, entre el Piz Roseg y el Piz Scerscen, se encuentra la Porta da Roseg a 3.522 m. A lo largo de la vía que conduce desde la esquina entre la cima principal y la Porta da Roseg se pasa por el Pequeño Roseg (Piccolo Roseg, Roseg Pitschen) (3.868 m).
Los glaciares que parten del Piz Roseg son tres:
- El glaciar Tschierva al norte
- El Vadret de la Sella/glaciar Roseg al oeste
- El Vadret d Scerscen al sudeste

El límite entre Italia y Suiza pasa por la Porta da Roseg, a corta distancia de la cima principal del Piz Roseg (sobre el Pequeño Roseg) y continúa en dirección sudoeste por el Spigolo Sella.
La vía más sencilla para escalar el Piz Roseg está al norte. Desde Pontresina se sube Val Roseg hasta la cabaña «Chamanna da Tschierva» en 2.583 m. La ascensión más simple, pero no banal, conduce a lo largo de la esquina norte, llamado también Spigolo dell'asino o Spigolo «Middlemore».
Según la SOIUSA, el Piz Roseg pertenece a:
- Gran parte: Alpes orientales
- Gran sector: Alpes centrales del este
- Sección: Alpes Réticos occidentales
- Subsección: Alpes del Bernina
- Supergrupo: Cadena Bernina-Scalino
- Grupo: Macizo de la Bernina
- Subgrupo: Grupo del Bernina
- Código: II/A-15.III-A.1.c

## Galería fotográfica

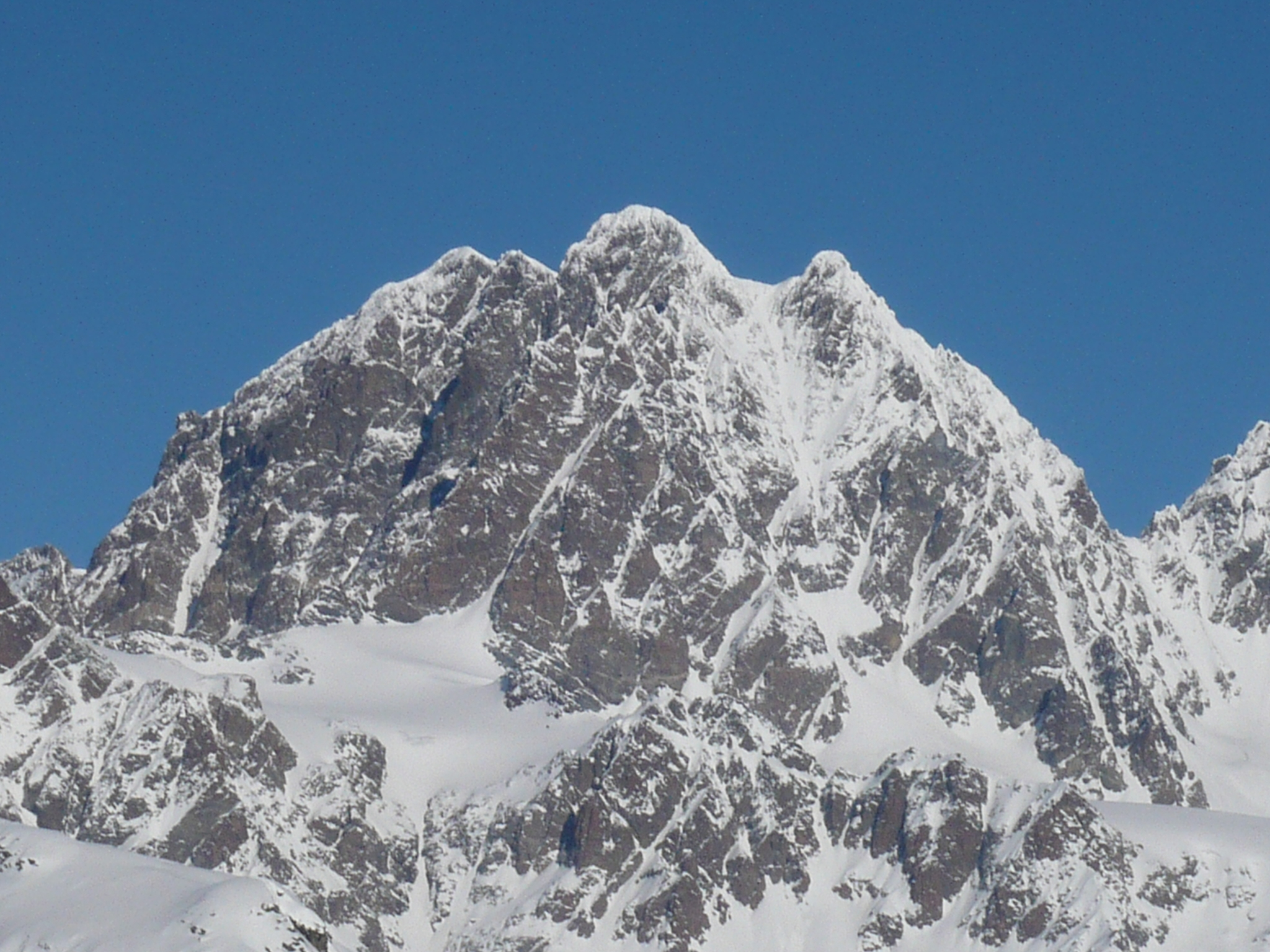
Pizzo Roseg visto desde el sur.

- Datos: Q668287
- Multimedia: Piz Roseg / Q668287